# Viterbe (Tarn)
Pour les articles homonymes, voir Viterbe (homonymie).
Viterbe ou Vitèrba en occitan est une commune française située dans l'ouest du département du Tarn, en région Occitanie. Sur le plan historique et culturel, la commune est dans le Castrais, un territoire essentiellement agricole, entre la rive droite de l'Agout au sud et son affluent, le Dadou, au nord.
Exposée à un climat océanique altéré, elle est drainée par l'Agout, le ruisseau de la mouline et par divers autres petits cours d'eau. La commune possède un patrimoine naturel remarquable : un site Natura 2000 (Les « vallées du Tarn, de l'Aveyron, du Viaur, de l'Agout et du Gijou ») et une zone naturelle d'intérêt écologique, faunistique et floristique.
Viterbe est une commune rurale qui compte 360 habitants en 2022.  Ses habitants sont appelés les Viterbois ou  Viterboises.

## Géographie

### Localisation
Viterbe est située dans le Tarn entre Lavaur et Castres.

### Communes limitrophes
|        |          | Fiac |
| Lavaur | Viterbe  |      |
|        | Teyssode |      |

### Géologie et relief
La superficie de la commune est de 651 hectares ; son altitude varie de 119  à   162 mètres.

### Hydrographie
La commune est dans le bassin de la Garonne, au sein du bassin hydrographique Adour-Garonne. Elle est drainée par l'Agout, le ruisseau de la mouline, le ruisseau d'en Gary et par deux petits cours d'eau, qui constituent un réseau hydrographique de 8 km de longueur totale,.
L'Agout, d'une longueur totale de 194,4 km, prend sa source dans la commune de Cambon-et-Salvergues et s'écoule d'est en ouest. Il traverse la commune et se jette dans le Tarn à Saint-Sulpice-la-Pointe, après avoir traversé 35 communes.

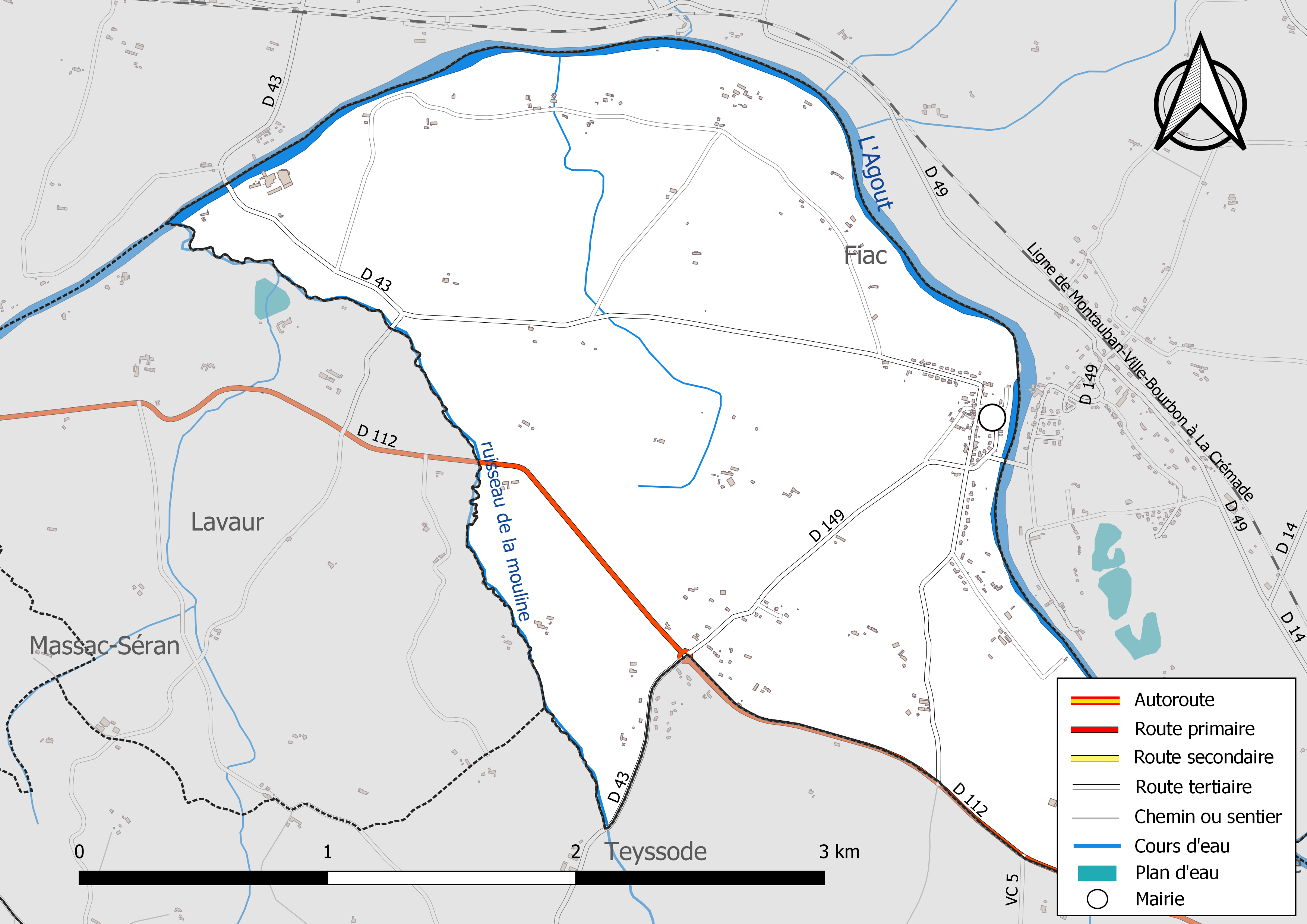
Réseaux hydrographique et routier de Viterbe.

### Climat
Pour des articles plus généraux, voir Climat de l'Occitanie et Climat du Tarn.
En 2010, le climat de la commune est de type climat du Bassin du Sud-Ouest, selon une étude du Centre national de la recherche scientifique s'appuyant sur une série de données couvrant la période 1971-2000. En 2020, Météo-France publie une typologie des climats de la France métropolitaine dans laquelle la commune est exposée à un climat océanique altéré et est dans la région climatique Aquitaine, Gascogne, caractérisée par une pluviométrie abondante au printemps, modérée en automne, un faible ensoleillement au printemps, un été chaud (19,5 °C), des vents faibles, des brouillards fréquents en automne et en hiver et des orages fréquents en été (15 à 20 jours).
Pour la période 1971-2000, la température annuelle moyenne est de 13,6 °C, avec une amplitude thermique annuelle de 16,3 °C. Le cumul annuel moyen de précipitations est de 721 mm, avec 9,9 jours de précipitations en janvier et 5,1 jours en juillet. Pour la période 1991-2020, la température moyenne annuelle observée sur la station météorologique de Météo-France la plus proche, « Lavaur », sur la commune de Lavaur à 9 km à vol d'oiseau, est de 13,6 °C et le cumul annuel moyen de précipitations est de 701,8 mm. 
La température maximale relevée sur cette station est de 42,6 °C, atteinte le 23 août 2023 ; la température minimale est de −18 °C, atteinte le 17 janvier 1987,,.
Les paramètres climatiques de la commune ont été estimés pour le milieu du siècle (2041-2070) selon différents scénarios d'émission de gaz à effet de serre à partir des nouvelles projections climatiques de référence DRIAS-2020. Ils sont consultables sur un site dédié publié par Météo-France en novembre 2022.

### Milieux naturels et biodiversité

#### Réseau Natura 2000

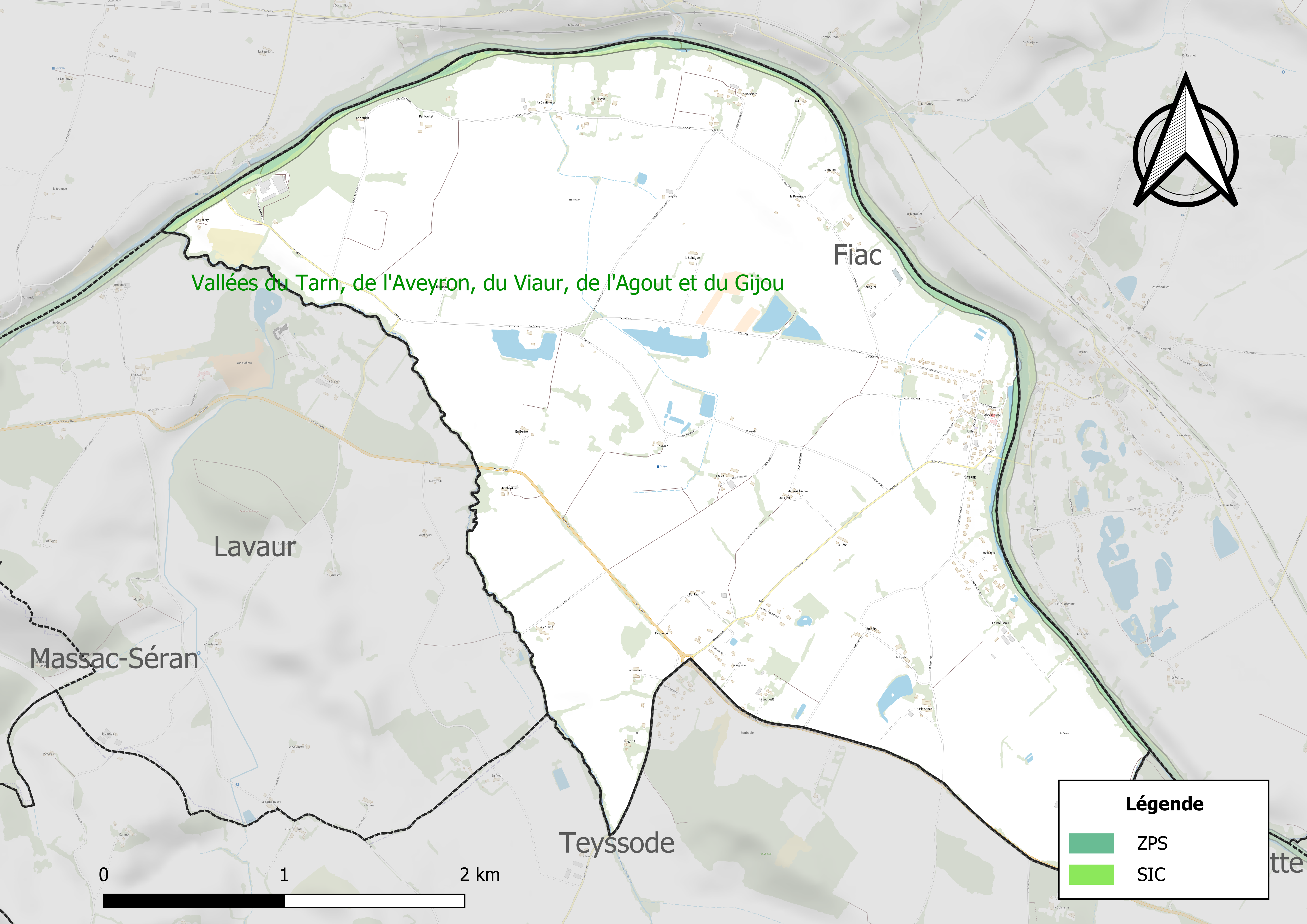
Site Natura 2000 sur le territoire communal.

Le réseau Natura 2000 est un réseau écologique européen de sites naturels d'intérêt écologique élaboré à partir des directives habitats et oiseaux, constitué de zones spéciales de conservation (ZSC) et de zones de protection spéciale (ZPS).
Un site Natura 2000 a été défini sur la commune au titre de la directive habitats : Les « vallées du Tarn, de l'Aveyron, du Viaur, de l'Agout et du Gijou », d'une superficie de 17 144 ha, s'étendant sur 136 communes dont 41 dans l'Aveyron, 8 en Haute-Garonne, 50 dans le Tarn et 37 dans le Tarn-et-Garonne. Elles présentent une très grande diversité d'habitats et d'espèces dans ce vaste réseau de cours d'eau et de gorges. La présence de la Loutre d'Europe et de la moule perlière d'eau douce est également d'un intérêt majeur.

#### Zones naturelles d'intérêt écologique, faunistique et floristique

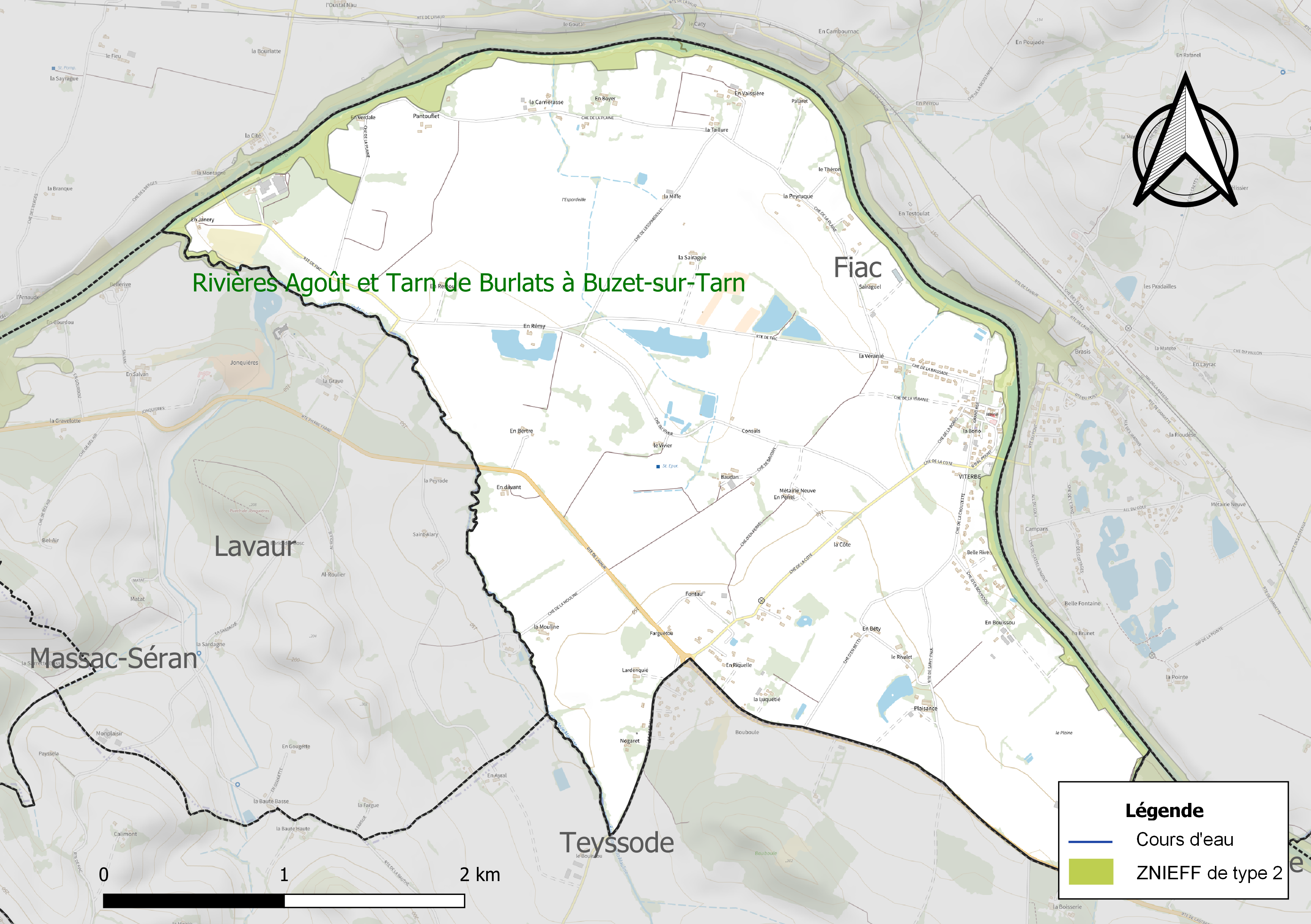
Carte de la ZNIEFF de type 2 localisée sur la commune.

L’inventaire des zones naturelles d'intérêt écologique, faunistique et floristique (ZNIEFF) a pour objectif de réaliser une couverture des zones les plus intéressantes sur le plan écologique, essentiellement dans la perspective d’améliorer la connaissance du patrimoine naturel national et de fournir aux différents décideurs un outil d’aide à la prise en compte de l’environnement dans l’aménagement du territoire.
Une ZNIEFF de type 2 est recensée sur la commune :
les « rivières Agoût et Tarn de Burlats à Buzet-sur-Tarn » (1 364 ha), couvrant 24 communes du département.

## Urbanisme

### Typologie
Au 1er janvier 2024, Viterbe est catégorisée commune rurale à habitat dispersé, selon la nouvelle grille communale de densité à sept niveaux définie par l'Insee en 2022.
Elle est située hors unité urbaine et hors attraction des villes,.

### Occupation des sols
L'occupation des sols de la commune, telle qu'elle ressort de la base de données européenne d’occupation biophysique des sols Corine Land Cover (CLC), est marquée par l'importance des territoires agricoles (95,3 % en 2018), en diminution par rapport à 1990 (99,9 %). La répartition détaillée en 2018 est la suivante : 
terres arables (70 %), zones agricoles hétérogènes (15,2 %), prairies (10,2 %), zones urbanisées (4,6 %). L'évolution de l’occupation des sols de la commune et de ses infrastructures peut être observée sur les différentes représentations cartographiques du territoire : la carte de Cassini (XVIIIe siècle), la carte d'état-major (1820-1866) et les cartes ou photos aériennes de l'IGN pour la période actuelle (1950 à aujourd'hui).

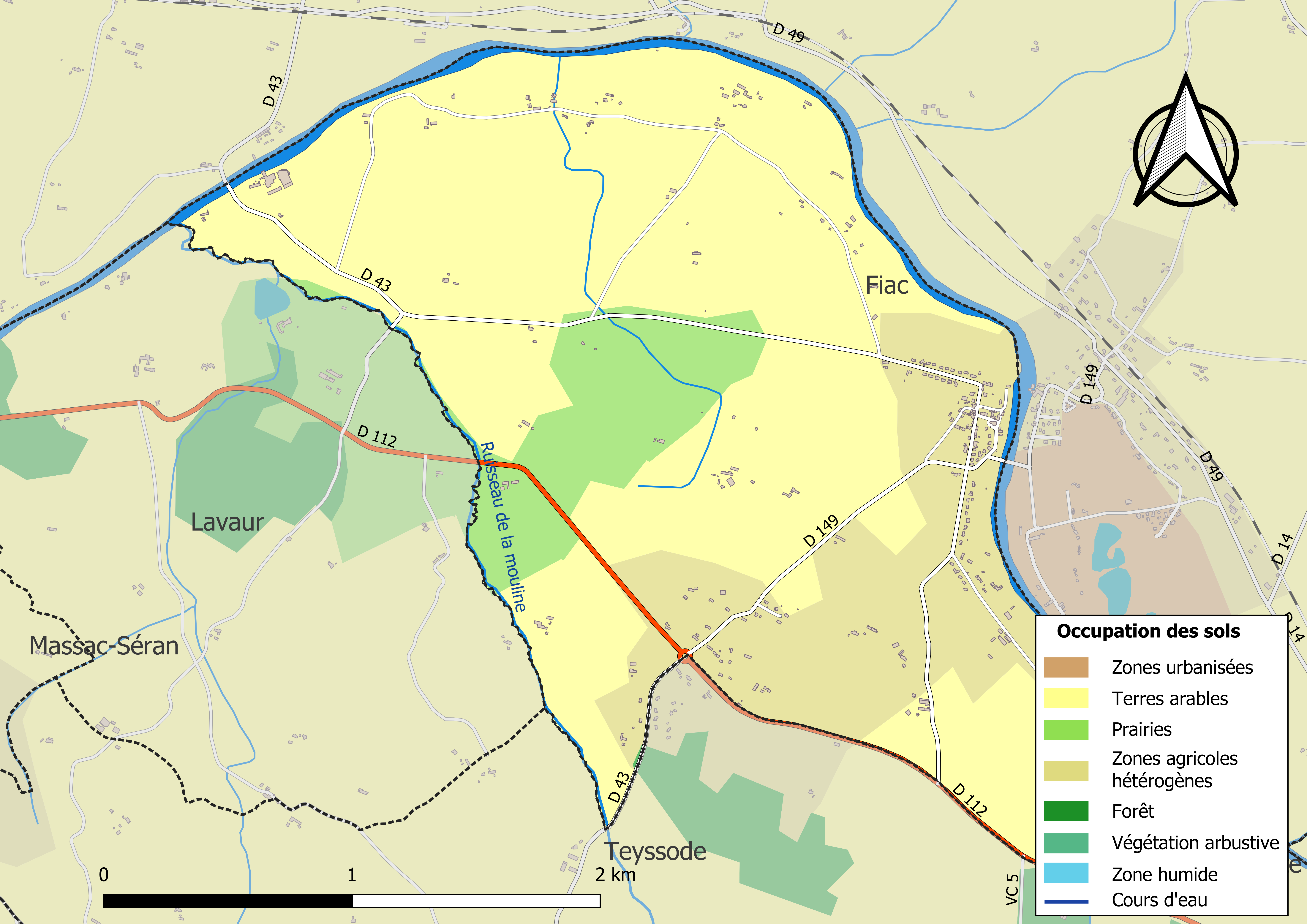
Carte des infrastructures et de l'occupation des sols de la commune en 2018 (CLC).

### Risques majeurs
Le territoire de la commune de Viterbe est vulnérable à différents aléas naturels : météorologiques (tempête, orage, neige, grand froid, canicule ou sécheresse), inondations, mouvements de terrains et séisme (sismicité très faible). Il est également exposé à deux risques technologiques,  le transport de matières dangereuses et la rupture d'un barrage. Un site publié par le BRGM permet d'évaluer simplement et rapidement les risques d'un bien localisé soit par son adresse soit par le numéro de sa parcelle.

#### Risques naturels
Certaines parties du territoire communal sont susceptibles d’être affectées par le risque d’inondation par débordement de cours d'eau, notamment l'Agout. La cartographie des zones inondables en ex-Midi-Pyrénées réalisée dans le cadre du XIe Contrat de plan État-région, visant à informer les citoyens et les décideurs sur le risque d’inondation, est accessible sur le site de la DREAL Occitanie. La commune a été reconnue en état de catastrophe naturelle au titre des dommages causés par les inondations et coulées de boue survenues en 1982, 1992, 1995, 1996, 1999 et 2013,.
Viterbe est exposée au risque de feu de forêt. En 2022, il n'existe pas de Plan de Prévention des Risques incendie de forêt (PPRif). Le débroussaillement aux abords des maisons constitue l’une des meilleures protections pour les particuliers contre le feu,.

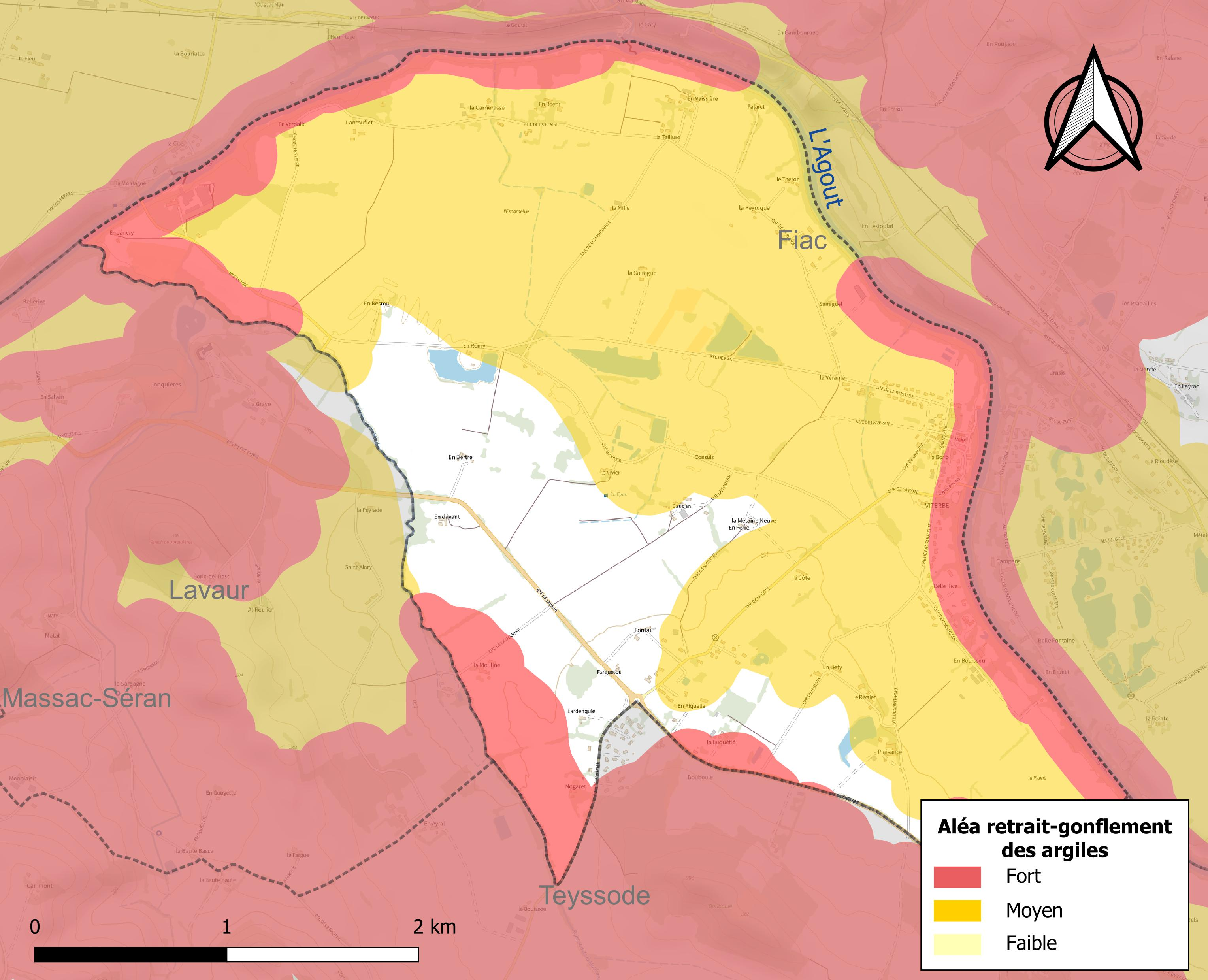
Carte des zones d'aléa retrait-gonflement des sols argileux de Viterbe.

La commune est vulnérable au risque de mouvements de terrains constitué principalement du retrait-gonflement des sols argileux. Cet aléa est susceptible d'engendrer des dommages importants aux bâtiments en cas d’alternance de périodes de sécheresse et de pluie. 80,4 % de la superficie communale est en aléa moyen ou fort (76,3 % au niveau départemental et 48,5 % au niveau national). Sur les 162 bâtiments dénombrés sur la commune en 2019, 143 sont en aléa moyen ou fort, soit 88 %, à comparer aux 90 % au niveau départemental et 54 % au niveau national. Une cartographie de l'exposition du territoire national au retrait gonflement des sols argileux est disponible sur le site du BRGM,.
Par ailleurs, afin de mieux appréhender le risque d’affaissement de terrain, l'inventaire national des cavités souterraines permet de localiser celles situées sur la commune.

#### Risques technologiques
Le risque de transport de matières dangereuses sur la commune est lié à sa traversée par des infrastructures routières ou ferroviaires importantes ou la présence d'une canalisation de transport d'hydrocarbures. Un accident se produisant sur de telles infrastructures est susceptible d’avoir des effets graves sur les biens, les personnes ou l'environnement, selon la nature du matériau transporté. Des dispositions d’urbanisme peuvent être préconisées en conséquence.
La commune est en outre située en aval d'un barrage de classe A. À ce titre elle est susceptible d’être touchée par l’onde de submersion consécutive à la rupture de cet ouvrage.

## Histoire

### Héraldique
| Viterbe | Son blasonnement est : De sinople aux deux bandes d'argent, au chef du même. |

## Politique et administration

### Rattachements administratifs et électoraux
Commune faisant partie de la communauté de communes du Lautrecois-Pays d'Agout et du canton de Plaine de l'Agoût (avant le redécoupage départemental de 2014, Viterbe faisait partie de l'ex-canton de Saint-Paul-Cap-de-Joux).

### Liste des maires
| Période                                  | Période  | Identité             | Étiquette | Qualité                       |
| ---------------------------------------- | -------- | -------------------- | --------- | ----------------------------- |
| mars 2001                                | 2014     | Robert Gélis         |           |                               |
| 2014                                     | En cours | Martine Kazimierczak | PS        | Secrétaire médicale retraitée |
| Les données manquantes sont à compléter. |          |                      |           |                               |

## Population et société

### Démographie
| 1793 | 1800 | 1806 | 1821 | 1831 | 1836 | 1841 | 1846 | 1851 |
| ---- | ---- | ---- | ---- | ---- | ---- | ---- | ---- | ---- |
| 289  | 243  | 333  | 340  | 384  | 410  | 413  | 430  | 462  |

| 1856 | 1861 | 1866 | 1872 | 1876 | 1881 | 1886 | 1891 | 1896 |
| ---- | ---- | ---- | ---- | ---- | ---- | ---- | ---- | ---- |
| 426  | 407  | 398  | 401  | 397  | 404  | 362  | 324  | 322  |

| 1901 | 1906 | 1911 | 1921 | 1926 | 1931 | 1936 | 1946 | 1954 |
| ---- | ---- | ---- | ---- | ---- | ---- | ---- | ---- | ---- |
| 316  | 322  | 297  | 245  | 227  | 262  | 299  | 294  | 278  |

| 1962 | 1968 | 1975 | 1982 | 1990 | 1999 | 2006 | 2008 | 2013 |
| ---- | ---- | ---- | ---- | ---- | ---- | ---- | ---- | ---- |
| 263  | 254  | 258  | 223  | 234  | 254  | 330  | 352  | 355  |

| 2018 | 2022 | - | - | - | - | - | - | - |
| ---- | ---- | - | - | - | - | - | - | - |
| 362  | 360  | - | - | - | - | - | - | - |

### Enseignement
Viterbe fait partie de l'académie de Toulouse.

## Économie

### Revenus
En 2018, la commune compte 151 ménages fiscaux, regroupant 352 personnes. La médiane du revenu disponible par unité de consommation est de 22 340 € (20 400 € dans le département).

### Emploi
|                | 2008  | 2013  | 2018   |
| -------------- | ----- | ----- | ------ |
| Commune        | 7,7 % | 11 %  | 11,9 % |
| Département    | 8,2 % | 9,9 % | 10 %   |
| France entière | 8,3 % | 10 %  | 10 %   |

En 2018, la population âgée de 15 à 64 ans s'élève à 218 personnes, parmi lesquelles on compte 79,8 % d'actifs (67,9 % ayant un emploi et 11,9 % de chômeurs) et 20,2 % d'inactifs,. En  2018, le taux de chômage communal (au sens du recensement) des 15-64 ans est supérieur à celui du département et de la France, alors qu'en 2008 la situation était inverse.
La commune est hors attraction des villes,. Elle compte 34 emplois en 2018, contre 49 en 2013 et 54 en 2008. Le nombre d'actifs ayant un emploi résidant dans la commune est de 149, soit un indicateur de concentration d'emploi de 23 % et un taux d'activité parmi les 15 ans ou plus de 59,9 %.
Sur ces 149 actifs de 15 ans ou plus ayant un emploi, 14 travaillent dans la commune, soit 9 % des habitants. Pour se rendre au travail, 91,3 % des habitants utilisent un véhicule personnel ou de fonction à quatre roues, 1,3 % les transports en commun, 2 % s'y rendent en deux-roues, à vélo ou à pied et 5,4 % n'ont pas besoin de transport (travail au domicile).

### Activités hors agriculture
24 établissements sont implantés  à Viterbe au 31 décembre 2019.
Le secteur de l'industrie manufacturière, des industries extractives et autres est prépondérant sur la commune puisqu'il représente 41,7 % du nombre total d'établissements de la commune (10 sur les 24 entreprises implantées  à Viterbe), contre 13 % au niveau départemental.

### Agriculture
|               | 1988 | 2000 | 2010 | 2020 |
| ------------- | ---- | ---- | ---- | ---- |
| Exploitations | 23   | 9    | 7    | 7    |
| SAU (ha)      | 598  | 504  | 366  | 456  |

La commune est dans le Lauragais tarnais, une petite région agricole située dans le sud-ouest du département du Tarn. En 2020, l'orientation technico-économique de l'agriculture  sur la commune est l'exploitation de grandes cultures (hors céréales et oléoprotéagineuses). Sept exploitations agricoles ayant leur siège dans la commune sont dénombrées lors du recensement agricole de 2020 (23 en 1988). La superficie agricole utilisée est de 456 ha,,.

## Culture locale et patrimoine

### Lieux et monuments
- Église Saint-Jean-Baptiste de Viterbe.

### Personnalités liées à la commune
Viterbe est aussi connue pour être le lieu de le plus ancien dans le Tarn de présence de la famille Mathieu qui aura ensuite des branches en région Castraises, Albigeoise, Carlusienne, Trébas, Lisle sur Tarn.
Cette famille trouve des racines jusqu'au XIIIe siècle, puisque les états notariaux nous sont connus et font part à plusieurs reprises de transactions concernant les frêres Mathieu dont le lieu d'habitation pourrait être la paroisse de Saint-Paul (Cap de Joux) :
- "Déjà le 1er octobre 1366 (Sannery notaire), avait eu lieu une autre relaxation plus importante, celle des biens dépendant des deux chapelles fondées par Mathieu, le propriétaire pour partie du moulin de Viterbe et comprises dans l'acte d'union. Le revenu de la première était gagé par la propriété d'une partie du moulin, celui de la seconde, par la propriété de 11 maisons et de 10 jardins situés — au barri de Porta Tholosana — à Saint-Paul, et de 2 autres jardins sis à Porta Tholosana. En outre de cette relaxation Jehan Marfert, héritier de Bernard Mathieu, faisait don au Chapitre de 50 florins — pour ayder aux affaires affin que soient tenus prier pour les âmes des trépassés. — Le donateur se réservait le droit de patronat. (1) Voir Revue, tome XII, p. 361 à 374."[38]
- Plusieurs mentions préalables font référence à Raymond ou Ramond Mathieu, notaire à Cambon : "...lnst. du 14 mai 1305. Ramond Mathieu, not. à Cambo (Cambon)....",   "...des ides de juillet 1296, Raymond Mathieu, not. à Cambo"[39]
- Bernard Mathieu et Raymond Mathieu serait en fait la même personne, propriétaire en partie du moulon de Viterbe: "...Sébilhe Guilabert, reconnaît devoir à Ramond Mathieu (quelquefois prénommé Bernard), 25 setiers de blé sur l'arrentement du moulin de Viterbe..."[40]

## Pour approfondir